# Adam Hornbach
Adam Hornbach (* 5. März 1873 in Straßbessenbach; † 12. Dezember 1959 in Köln) war ein deutscher christlicher Gewerkschafter, der wegen seiner antifaschistischen Haltung nach 1933 ins Fadenkreuz der Nationalsozialisten geriet.

## Leben und Werk im Kaiserreich
Adam Hornbach wurde als Sohn eines katholischen Stadionskommandanten der Gendarmerie geboren. Im Elternhaus herrschte eine nationale Gesinnung. Hornbach besuchte 7 Jahre die Volksschule in Bad Brückenau und anschließend 3 Jahre die Fortbildungs- und Abendschule am gleichen Ort. Danach erlernte er den Beruf eines Buchbinders.
Von 1896 bis 1898 leistete er seinen Wehrdienst beim 9. Infanterieregiment in Würzburg ab und wurde als Unteroffizier entlassen. Nach Ende der Dienstzeit bewarb er sich als Gendarm und wurde auf der Gendarmerie-Schule in München ausgebildet. Bis 1901 arbeitete er als Gendarm im Bezirksamt Bad Kissingen und in Würzburg.
Seit 1901 war er wieder in Hamburg als Buchbinder tätig, in Hamburg trat er dem freigewerkschaftlichen Deutschen Buchbinder-Verband bei. Der Austritt aus der freigewerkschaftlichen Organisation erfolgte wegen deren antireligiöser Grundeinstellung. Der Franke legte in Hamburg seine Meisterprüfung ab und trat als Abteilungsleiter in einer großen Buchbinderei ein. Am 17. März 1906 trat Hornbach in der Hansestadt Mitglied dem 1904 gegründeten christlichen Graphischen Zentralverbandes mit Sitz in Köln bei, der in seinen Reihen primär christliche Buchbinder und Lithographen sowie Steindrucker vereinigte und seine organisatorischen Stützpunkte im Rheinland, in Westfalen, Bayern und Südbaden hatte. Der Zentralverband stand damit in Konkurrenz zum freigewerkschaftlichen Deutschen Buchbinder-Verband und dem Verband der Lithographen, Steindrucker und verwandten Berufe. 1906 musterte die christliche Organisation 1.360 Mitglieder.
Hornbach fungierte vom 11. August 1906 als Schriftführer und ab Februar 1907 als Kassierer der Hamburger Ortsgruppe. Im August 1907 wurde er zum provisorischen 1. Hamburger Vorsitzenden gewählt. Mit 40 Mitgliedern war die Ortsgruppe im sogenannten „roten Hamburg“ die größte Zahlstelle außerhalb der christlichen Gewerkschaftshochburgen. Der relativ hohe Organisationsgrad ermöglichte es ihm, als gleichberechtigter Vertreter bei den Hamburger Tarifverhandlungen anerkannt zu werden. 1907 schloss der Hamburger Vorsitzende als erster Vertreter seines Verbandes einen Tarifvertrag (gemeinsam mit der freigewerkschaftlichen Konkurrenzorganisation) ab, was ihm reichsweit Anerkennung bei christlichen Gewerkschaftern einbrachte. Die reguläre Wahl in das Amt des Hamburger Vorsitzenden erfolgte am 17. Januar 1908. Außerdem hatte er ab 14. Februar 1907 das Amt des 2. Schriftführers im christlichen Gewerkschaftskartell Hamburg inne.
Hornbach verzog im Juni 1908 nach Köln, wo er hauptamtlich als Verbandssekretär zur Unterstützung des Vorsitzenden eingestellt wurde. Die 2. Generalversammlung des Graphischen Zentralverbandes vom 28. bis 29. Mai 1909 in Würzburg wählte Adam Hornbach zu ihrem 1. hauptamtlichen Vorsitzenden, nachdem der bisherige Vorsitzende Joseph Hillen freiwillig auf sein Amt verzichtet hatte. Der neue Verbandsvorsitzende erhielt bis 1933 auf allen Verbandstagen einstimmige Voten für seine Wiederwahl. Er gehörte damit zur engeren Führungsgruppe der christlichen Gewerkschaftsbewegung, die für ein Vierteljahrhundert die christlichen Einzelgewerkschaften leitete. Die Delegierten des VII. Kongresses der christlichen Gewerkschaften Deutschlands entsandten ihn 1909 in den Verbandsausschuss; auch dieses Amt hatte er bis 1933 inne. 1932 auf dem 13. Kongress der christlichen Gewerkschaften im September 1932 in Düsseldorf in den Hauptvorstand des Verbandes gewählt.
Der Verbandsvorsitzende wurde sofort nach Kriegsbeginn im September 1914 eingezogen und diente als Vizefeldwebel (später als Feldwebel und Offiziersstellvertreter) in einem Eisenbahner Hilfsbataillon auf den westlichen Kriegsschauplätzen. Die Organisation wurde in seiner Abwesenheit von Lorenz Sedlmayr geleitet. Während des Krieges arbeitete Hornbach als Korrespondent am Gewerkschaftsblatt Graphische Stimmen mit und nahm dort bereits zu tarifpolitischen Fragen für die kommende Nachkriegszeit Stellung.

## Weimarer Republik
Den Verbandsvorstand übernahm Hornbach wieder im Februar 1919. Nach dem Ausscheiden Lorenz Sedlmayrs aus dem Verband fiel ihm kurzfristig auch die Leitung des Verbandsorgans von Mai 1921 bis Dezember 1922 zu. Nach der Novemberrevolution plädierte Hornbach für eine vollständige Verschmelzung mit dem christlichen Gutenberg-Bund, um eine christliche Industriegewerkschaft aller „Papierarbeiter“ zu erreichen. Nach anfänglich guten Chancen eines Zusammenschlusses scheiterte sein Bemühen am Widerstand der christlichen Buchdruckergewerkschaft. Der im Januar 1919 ins Leben gerufene Graphische Industrieverband blieb ein Kartellverband mit zwei unabhängigen Einzelgewerkschaften, der bis zum Ende der Weimarer Republik hin ständig an Bedeutung verlor. Den Kartellverband leitete bis 1933 der Buchdrucker Paul Thränert als 1. Vorsitzender und der Buchbinder Paul Hornbach als 2. Vorsitzender.
Eine herausragende Rolle spielte Hornbach beim internationalen Zusammenschluss der christlichen Gewerkschaften. Auf dem Gründungskongress der Internationalen Vereinigung der Christlichen Gewerkschaften in der Graphischen Industrie vom 16. bis 19. Juni 1920 in Berlin als 2. Schriftführer in den internationalen Vorstand gewählt. Wiederwahl als 2. Sekretär in den Vorstand des Industrieverbandes auf dem 1. Internationalen Kongress vom 14. bis 15. August 1921 in Stuttgart. Dieses Wahlamt behielt Hornbach bis 1933.
Zu Beginn der Weimarer Republik umfasste Hornbachs Organisation ca. 9.000 Mitglieder (darunter 30 % Frauen). Die gewachsene Mitgliederzahl resultierte aus dem Zugewinn ungelernter Facharbeiter in den Papierfabriken des Dürener Raumes. Der Graphische Zentralverband musste allerdings nach heftigen Grenzstreitigkeiten diese Mitglieder (ca. 3.000) an den christlichen Zentralverband christlicher Fabrik- und Transportarbeiter Deutschland abgeben. Nach schweren Mitgliederrückschlägen während der Inflation erholte sich Hornbachs Gewerkschaft langsam (1930: 5.300 Mitglieder).
Hornbachs unangefochtene Stellung im Verband verdankte er seinem Ruf als Tarifexperte. Der materiellen Verbesserung seiner Berufskollegen galt sein Hauptaugenmerk. Mit den freien Gewerkschaften arbeitete er dabei eng zusammen. Eine andere Art der Zusammenarbeit kam für ihn aus religiösen und weltanschaulichen Gründen allerdings nicht in Frage.

## Zeit des Nationalsozialismus
Im August 1933 wurde Hornbach verhaftet, weil er im begründeten Verdacht stand, seiner christlichen Gewerkschaftsinternationale in Utrecht Material für eine Broschüre gegen den DAF-Boss Robert Ley zugespielt zu haben; anschließend 19-mal im Gestapohaus Köln über Jahre hin vernommen. Der Buchbinder hielt regelmäßig Kontakt zu dem Widerstandskreis christlicher Gewerkschafter in Köln um Jakob Kaiser, der sich seit 1934 im früheren Gewerkschaftshaus „Deutsches Haus“ trafen. Im März 1938 fand Hornbach wieder Arbeit und wurde von der Kolpingfamilie in Köln angestellt. Nach dem Attentat gegen Hitler am 20. Juli 1944 ging die Gestapo Hornbach in Verhören hart an, um Jakob Kaisers Aufenthaltsort zu erpressen. Hornbach tauchte Ende 1944 in Thüringen unter.

## Nachkriegszeit
Auch nach Kriegsende arbeitete Hornbach im Generalsekretariat der Kolpingfamilie weiter. Er wurde zum Mitglied des Entnazifizierungsberufungsausschusses für den Regierungsbezirk Köln berufen. Eine Eingabe an die Hilfsstelle für politisch Verfolgte der Stadt Köln, als politisch Verfolgter anerkannt zu werden, blieb 1946 erfolglos, obgleich sich der 1. Vorsitzende der Kölner CDU, Johannes Albers, sich für ihn eingesetzt hatte. Erst mit dem Bundesentschädigungsgesetz von 1956 wurde ihm rückwirkend eine Rente zuerkannt. 1952 zu seinem 75. Geburtstag gedachte die IG Druck und Papier Hornbach als einen der Väter der Einheitsgewerkschaft.
Adam Hornbach starb am 12. Dezember 1959 in Köln.